# Befogó

A c_{1} és a c_{2} a befogó

A befogó egy matematikában használatos fogalom, a derékszögű háromszög belső, 90°-os szöge (derékszög) melletti két oldalt nevezzük befogónak. A szöggel szemközti oldal az átfogó.